# Adriano Icardi
Adriano Icardi (Ricaldone, 10 novembre 1941) è un politico italiano.

## Biografia
Insegnante, già sindaco di Acqui Terme per il Partito Comunista Italiano. 
Dopo la svolta della Bolognina aderisce a Rifondazione Comunista, con cui viene eletto al Senato della Repubblica nel 1992 e per l'XI legislatura fa parte della Commissione Agricoltura e produzione agroalimentare. Termina il mandato parlamentare nel 1994. Dal 1993 al 1997 è anche consigliere comunale ad Acqui Terme.
Nel 1995 viene eletto consigliere provinciale di Alessandria, di cui è presidente del consiglio provinciale dal 1998 al 1999. In tale anno diventa assessore provinciale alla cultura, ruolo che ricopre fino al 2004. Viene eletto nuovamente consigliere alle elezioni provinciali del 2004 con i Comunisti Italiani. Termina il suo mandato nel 2009.
È stato per anni presidente del Centro Pavesiano CE.PA.M di Santo Stefano Belbo e per 15 anni della sezione di Acqui Terme dell'ANPI.